# Regiunea Hradec Králové
Regiunea Hradec Králové (în cehă Královéhradecký kraj) este o unitate administrativă a Republicii Cehe, situată în nord-estul țării. Se învecinează cu regiunea Pardubice la sud, regiunea Boemia Centrală la sud-vest, regiunea Liberec la vest și voievodatul polonez Silezia Inferioară. Capitala și cel mai mare oraș al regiunii este Hradec Králové. Regiunea este împărțită în 5 districte (okres).

## Impărțire administrativă
| Impărțirea administrativă (2002) | Impărțirea administrativă (2002) | Impărțirea administrativă (2002) | Impărțirea administrativă (2002) | Impărțirea administrativă (2002) |
| -------------------------------- | -------------------------------- | -------------------------------- | -------------------------------- | -------------------------------- |
| Okres (District)                 | Suprafața in km²                 | Locuitori                        | Vârsta medie                     | Comune                           |
| Okres Hradec Králové             | 875                              | 159.622                          | 40.3                             | 101                              |
| Okres Jičín                      | 887                              | 77.368                           | 39,8                             | 111                              |
| Okres Náchod                     | 851                              | 112.448                          | 39,2                             | 78                               |
| Okres Rychnov nad Kněžnou        | 998                              | 79.003                           | 38,9                             | 83                               |
| Okres Trutnov                    | 1.147                            | 119.996                          | 39,2                             | 75                               |